# Roters
Roters és una masia situada al municipi d'Olius, a la comarca catalana del Solsonès.